# سفارة دولة فلسطين لدى بروناي
سفارة دولة فلسطين لدى بروناي هي الممثلية الدبلوماسية العُليا لدولة فلسطين لدى بروناي. ويُعتبر سفير دولة فلسطين في ماليزيا هو سَفيرها في بروناي ولكنه غير مقيم فيها.